# Elmár
Az Elmár a germán Adalmar, Adelmár vagy Eilmar nevekből származik. Jelentése nemes vagy kard + híres.

## Képzett nevek
- Elmó:[1] az Elmár német eredetű rövidülése.[2]
- Almár

## Gyakorisága
Az 1990-es években az Elmár és az Elmó szórványos név, a 2000-es években nem szerepelnek a 100 leggyakoribb férfi név között.

## Névnapok
Elmár:
- május 29.[2]

Elmó
- július 29.[2]